# 라인란트팔츠주
라인란트팔츠주(Land Rheinland-Pfalz)는 독일의 16개 연방주의 하나이다. 약 4백만명이 거주하고 있으며 면적은 19,846 km2이다. 주도는 마인츠이다.

## 지리
독일 남서부에 위치한다. 북쪽으로는 노르트라인베스트팔렌주, 북동쪽과 동쪽으로는 헤센주, 남동쪽으로는 바덴뷔르템베르크주, 남쪽으로는 자를란트주와 접한다. 남쪽으로는 프랑스와 국경을 접하며 서쪽으로는 룩셈부르크, 북서쪽으로는 벨기에와 국경을 접한다. 독일 최대의 독일준령(Deutsche Mittelberge)과 라인강이 서로 십자가 모양 비슷하게 주의 한가운데를 가르고 있다.

## 정치
헬무트 콜 제5대 독일연방공화국 총리(1982~1998)와, 현직 쿠르트 벡 주지사 겸 사민당 전 당의장의 정치적 고향이다.
현재 사민당 정부가 이 지역을 다스리고 있다.

## 행정 구역

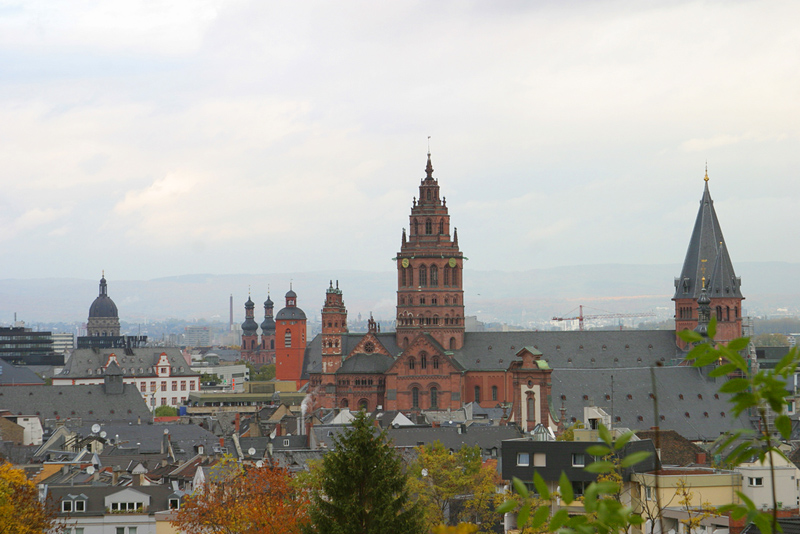
마인츠

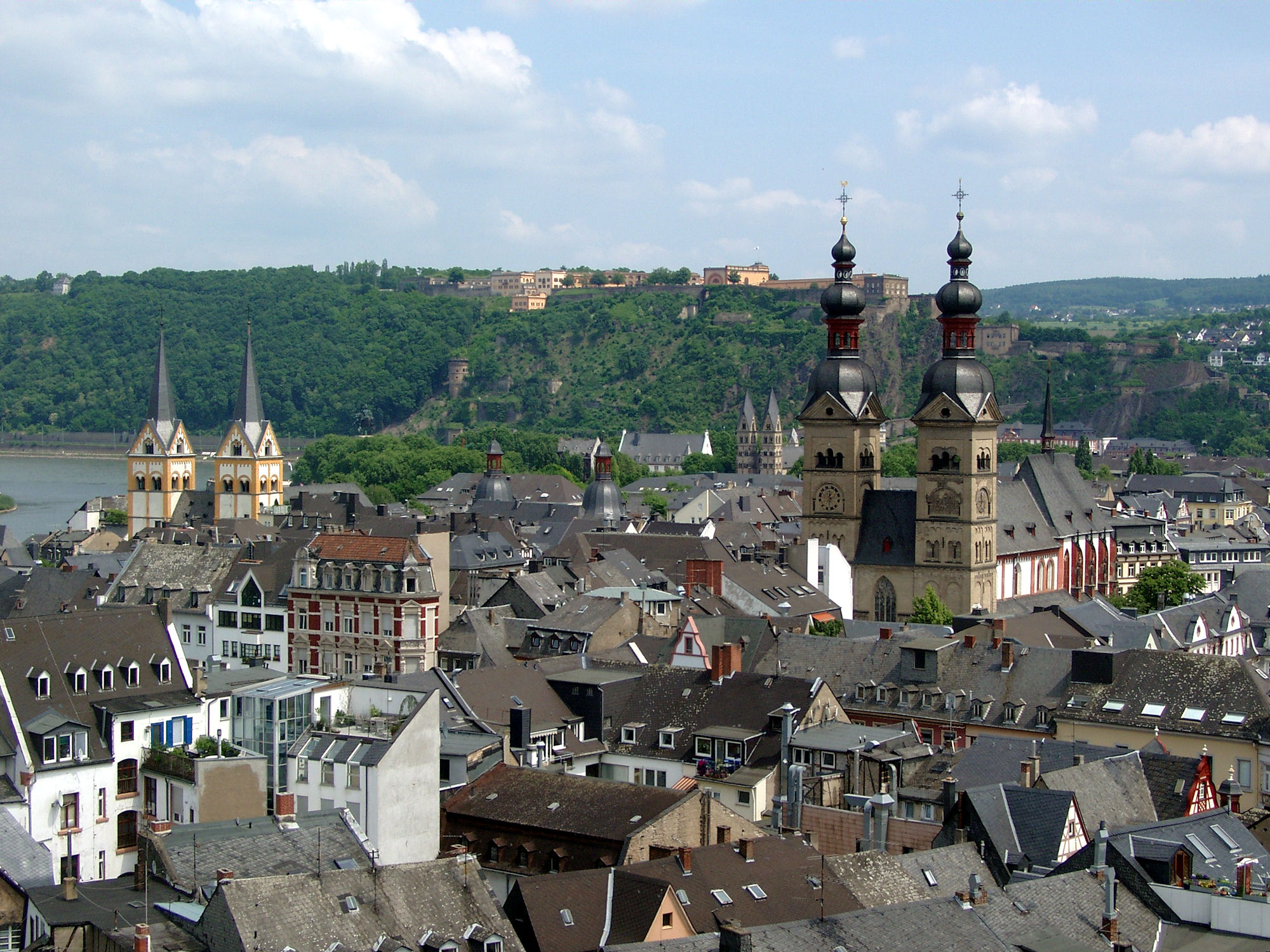
코블렌츠

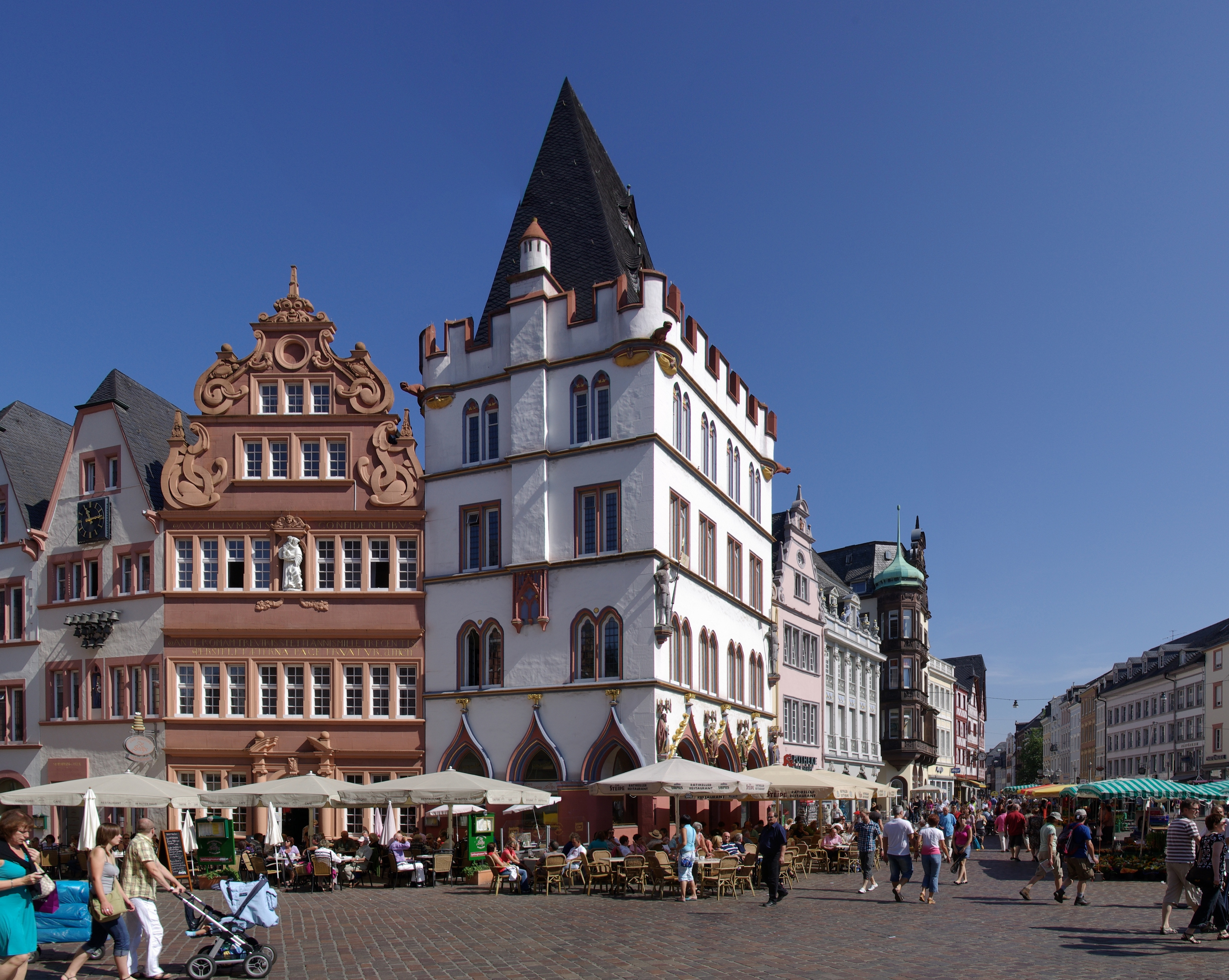
트리어

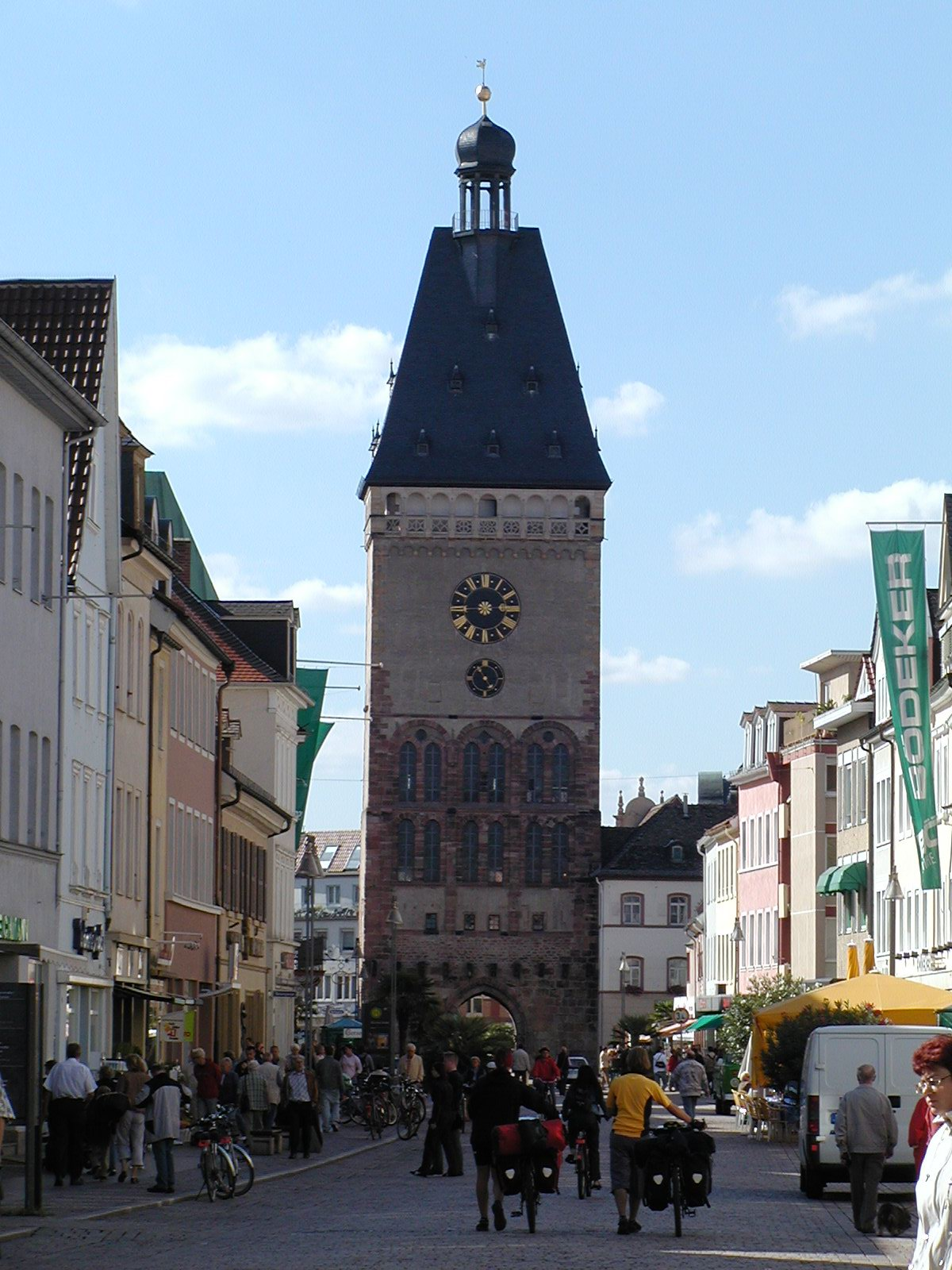
슈파이어

라인란트팔츠 주의 지도:
| 1. 아르바일러군 (Ahrweiler) 2. 알텐키르헨군 (Altenkirchen) 3. 알차이보름스군 (Alzey-Worms) 4. 바트뒤르크하임군 (Bad Dürkheim) 5. 바트크로이츠나흐군 (Bad Kreuznach) 6. 베른카스텔비틀리히군 (Bernkastel-Wittlich) 7. 비르켄펠트군 (Birkenfeld) 8. 비트부르크프륌군 (Bitburg-Prüm) | 1. 코헴첼군 (Cochem-Zell) 2. 불칸아이펠군 (Vulkaneifel) 3. 도너스베르크군 (Donnersbergkreis) 4. 게르머스하임군 (Germersheim) 5. 카이저슬라우테른군 (Kaiserslautern) 6. 쿠젤군 (Kusel) 7. 라인팔츠군 (Rhein-Pfalz-Kreis) 8. 마인츠빙겐군 (Mainz-Bingen) | 1. 마이엔코블렌츠군 (Mayen-Koblenz) 2. 노이비트군 (Neuwied) 3. 라인훈스뤼크군 (Rhein-Hunsrück) 4. 라인란군 (Rhein-Lahn) 5. 쥐틀리헤바인슈트라세군 (Südliche Weinstraße) 6. 쥐트베스트팔츠군 (Südwestpfalz) 7. 트리어자르부르크군 (Trier-Saarburg) 8. 베스터발트군 (Westerwaldkreis) |

도시(독립시):
1. 프랑켄탈 (Frankenthal) (F)
2. 카이저슬라우테른 (Ka)
3. 코블렌츠 Koblenz (Ko)
4. 란다우 (La, the main city and an exclave)
5. 루트비히스하펜 (Rheinpfalz-Kreis) (L)
6. 마인츠 (M)
7. 노이슈타트안데어바인슈트라세 (N)
8. 피르마젠스 (P)
9. 슈파이어 Spires (S)
10. 트리어 (T)
11. 보름스 (W)
12. 츠바이브뤼켄 (Z)

## 인구
| 연도    | 인구      | ±% p.a. |
| ------- | --------- | ------- |
| 1815    | 1,202,412 | —       |
| 1835    | 1,614,684 | +1.48%  |
| 1871    | 1,832,388 | +0.35%  |
| 1905    | 2,434,505 | +0.84%  |
| 1939    | 2,959,994 | +0.58%  |
| 1950    | 3,004,784 | +0.14%  |
| 1961    | 3,417,116 | +1.18%  |
| 1970    | 3,645,437 | +0.72%  |
| 1975    | 3,665,777 | +0.11%  |
| 1980    | 3,642,482 | −0.13%  |
| 1985    | 3,615,049 | −0.15%  |
| 1990    | 3,763,510 | +0.81%  |
| 1995    | 3,977,919 | +1.11%  |
| 2000    | 4,034,557 | +0.28%  |
| 2005    | 4,058,843 | +0.12%  |
| 2010    | 4,003,745 | −0.27%  |
| 2015    | 4,052,803 | +0.24%  |
| 2018    | 4,084,844 | +0.26%  |
| source: |           |         |

## 자매 도시
- 대한민국 제주시